# Zahrádky u České Lípy (přírodní památka)
Zahrádky u České Lípy jsou přírodní památka v okrese Česká Lípa. Chráněné území je ve správě Krajského úřadu Libereckého kraje. Přírodní památka o celkové rozloze 12,53 ha, která zahrnuje část zámeckého parku v  Zahrádkách s přilehlým lesním porostem na levém břehu Robečského potoka a lipovou Valdštejnskou alej, byla vyhlášena 16. března 2013. Přírodní památka je zároveň chráněna jako evropsky významná lokalita Zahrádky.

## Předmět ochrany
Předmětem ochrany je populace brouka páchníka hnědého. Jedná se o jeden ze čtyř druhů páchníků, vyskytujících se v Evropě, a to konkrétně o druh Osmoderma barnabita (v původní dokumentaci byl mylně uváděn druh Osmoderma eremita, který žije v západní Evropě). Místem výskytu chráněného druhu je Valdštejnská lipová alej, část zámeckého parku a navazující lesní porost, kde se kromě páchníka hnědého vyskytují i další druhy především xylofágního hmyzu.
Podél jihozápadního okraje přírodní památky vede naučná stezka NPP Peklo. V roce 2012 se stala Valdštejnská lipová alej i zámecký park součástí systému Natura 2000. V aleji o délce dva kilometry se nachází lípy, jejichž stáří je odhadováno na 250 let.

## Projekt
Projekt na ošetření stromů, zpracovaný na konci roku 2012 Miloslavem Wachem, byl naceněn přibližně na 1,9 mil. korun. Celková hodnota prací byla nakonec 1 041 362 korun, dotace z Operačního programu Životního prostředí pokryla částku 937 225 korun, zbylou částku dofinancoval Liberecký kraj. Práce byly zahájeny 29. září 2014 a ukončeny 24. října téhož roku. V aleji bylo zdravotně ošetřeno, prořezáno a podepřeno 218 stromů. Udržitelnost projektu byla stanovena na 10 let. V následujících letech došlo při kontrolách k odstranění suchých a zlomených větví, k očíslování stromů a ke sledování výskytu páchníka hnědého.

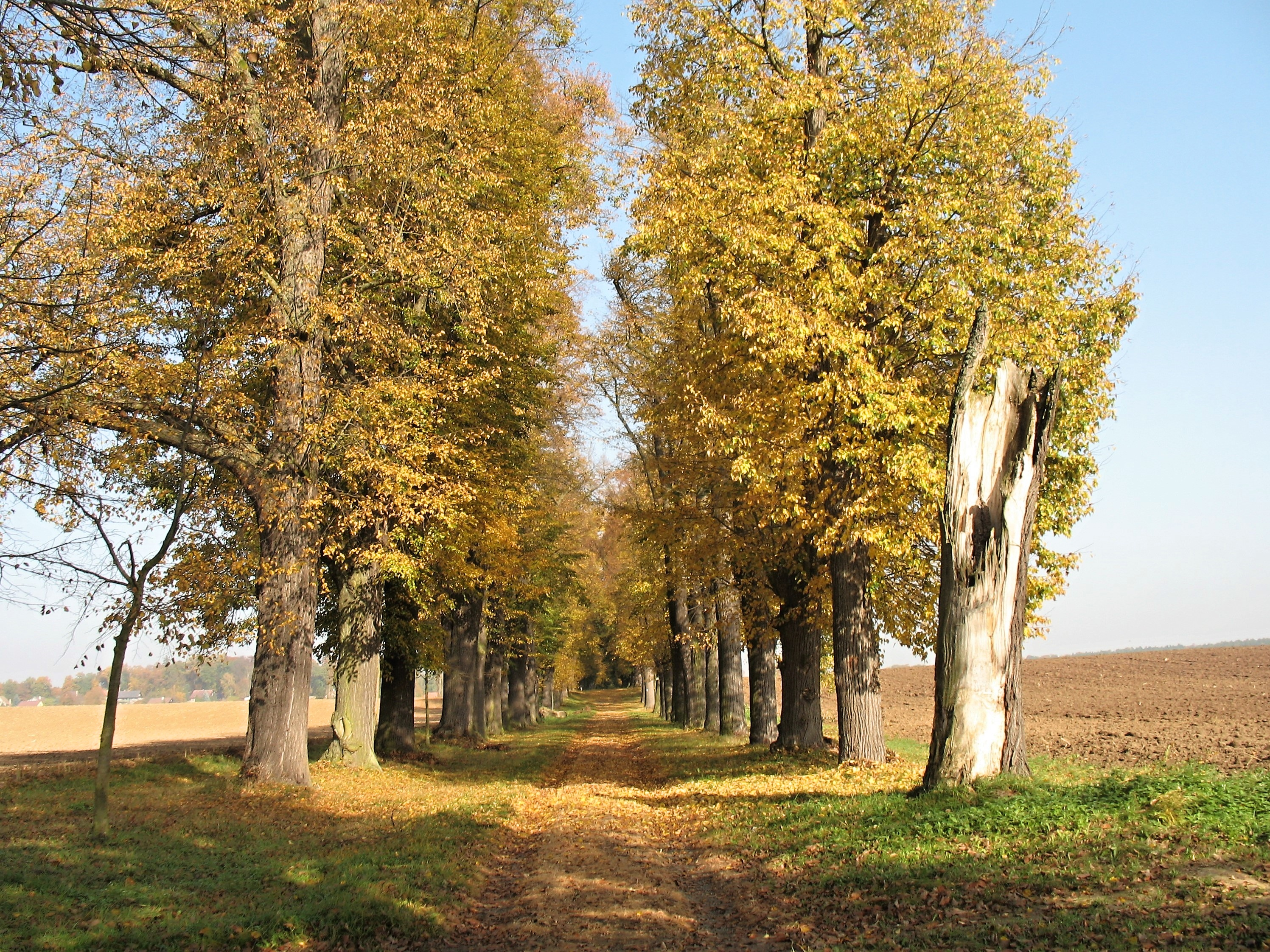
Valdštejnská alej

## Historie
Zámek v Zahrádkách nechala pro svého syna Jana postavit v letech 1547 až 1550 Kateřina z Vartentenberka, která dosud sídlila na nedalekém Vítkovci, známém též jako Vřísek. Poslednímu Vartenberkovi Janu Jiřímu se stala osudným účast na protihabsburském povstání z let 1618–1620. Byl odsouzen ke ztrátě majetku a zámek získává Albrecht z Valdštejna. Ten zakládá zámecký park a lipovou alej, která nese jeho jméno. Park zdobí barokní sochy svatého Jana Nepomuckého a svaté Barbory, které se původně nacházely na mostě přes Bobří potok. Zámek je ve vlastnictví Karlovy univerzity. Zámek byl na přelomu 19. a 20. století upraven. V současné době je zámek po požáru v roce 2003 v dezolátním stavu.

## Poloha
Zahrádky se nachází přibližně šest kilometrů jižně od České Lípy a severovýchodně od Máchova jezera, na severním výběžku chráněné krajinné oblasti Kokořínsko – Máchův kraj. Zahrádecko leží u Novozámeckého rybníka. Od zámku směrem k bývalé bažantnici vede Valdštejnská lipová alej. V blízkosti se nachází významná křižovatka silnic vedoucích z České Lípy na Prahu a Litoměřice.

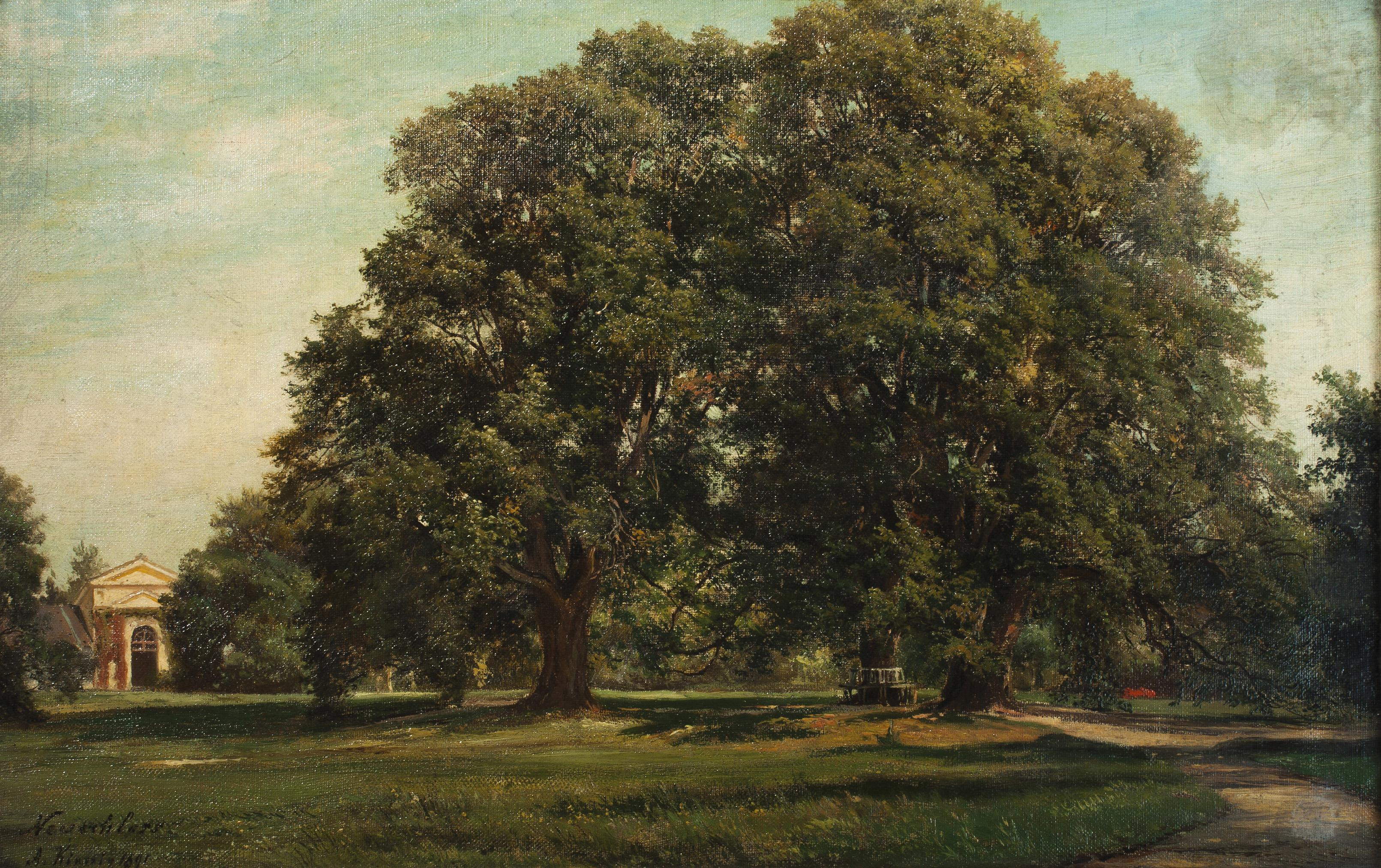
Alois Kirnig: Zámecký park v Zahrádkách (1891)

## Geomorfologie a geologie
Okolí Zahrádek leží na severu České tabule (geomorfologická oblast Severočeská tabule, geomorfologický celek Ralská pahorkatina, podcelek Dokeská pahorkatina). Obec Zahrádky leží ve dvou geomorfologických okrscích: Jestřebská kotlina a Provodínská pahorkatina, podokrsek Zahrádecká pahorkatina. Geologické podloží je složeno ze svrchnokřídových sedimentů středního turonu. Nejčastěji je tvořeno kvádrovými pískovci, které místy nahrazují jílovce a slínovce. Horizont Zahrádek ostrůvkovitě doplňují neogenní vulkanická tělesa, vytvářející nápadné terénní suky např. Lysá skála.

## Flóra

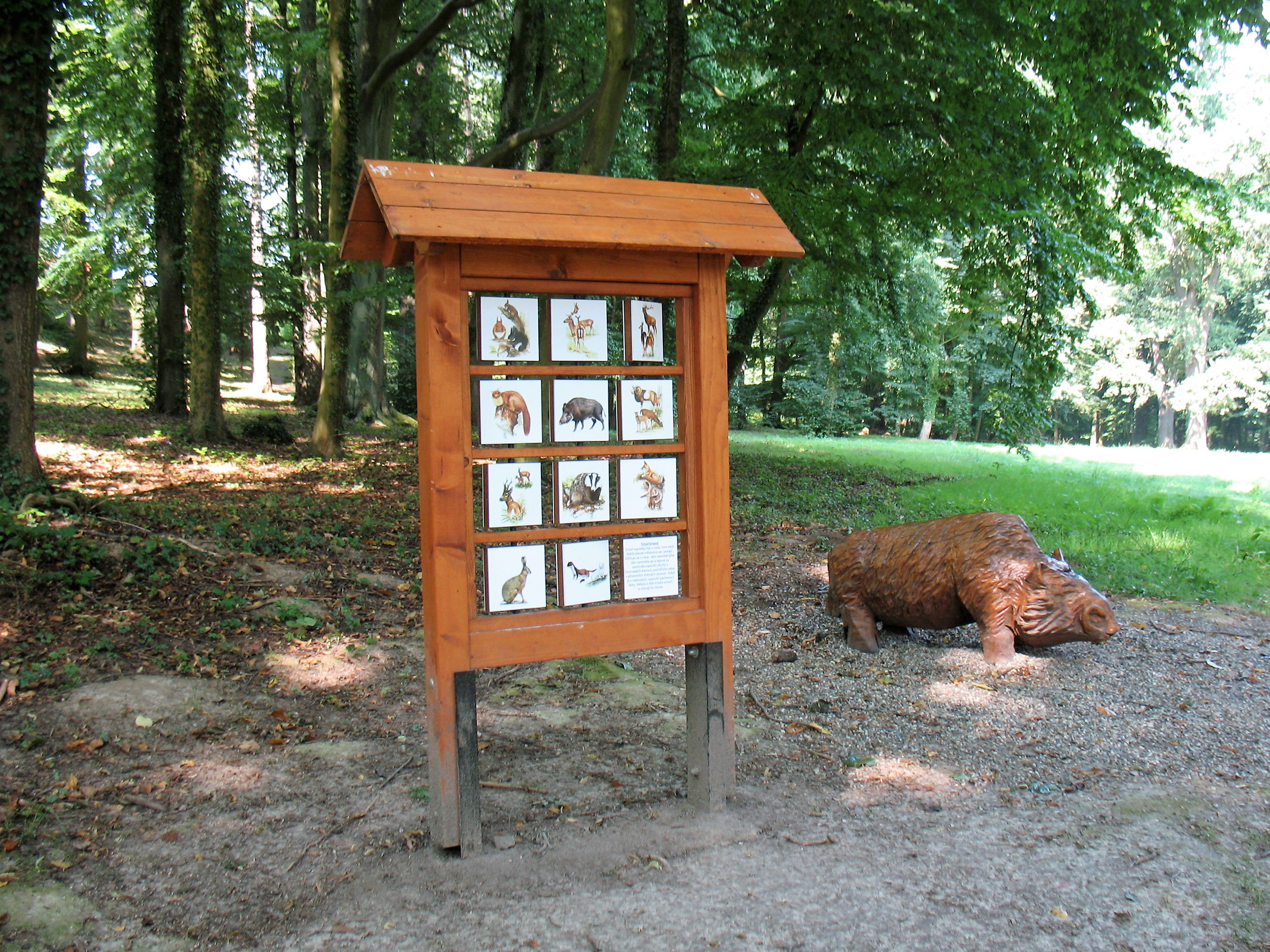
Naučná stezka Prima Zoom v zámeckém parku

V přírodní památce jsou zastoupeny tyto dřeviny: dub letní (Quercus robur), lípa malolistá (Tilia cordata), lípa velkolistá (Tilia platyphyllos), lípa různolistá (Tilia heterophilla), javor mléč (Acer platanoides), javor babyka (Acer campestre), jasan ztepilý (Fraxinus excelsior), borovice černá (Pinus nigra), smrk pichlavý (Picea pungens), smrk ztepilý (Picea abies), buk lesní (Fagus sylvatica), jírovec maďal (Aesculus hippocastanum), jilm vaz (Ulmus laevis), ořešák černý (Juglans nigra), dřezovec trojtrnný (Gleditsia triacanthos), kaštanovník setý (Castanea sativa), habr obecný (Carpinus betulus),  topol bílý (Populus alba),  modřín opadavý (Larix decidua), douglaska tisolistá (Pseudotsuga menziesii). Bylinné patro je tvořeno travinami, které jsou pravidelně koseny.

## Fauna
Zámecký park i lipovou alej obývá řada brouků: krasec lipový (Lamprodila rutilans), tesařík (Chlorophorus herbsti), kovařík rezavý (Elater ferrugineus) a páchník hnědý (Osmoderma barnabita) což je hnědý brouk velký 2,5 až 3 centimetry, z čeledi vrubounovitých, který vyhledává dutina stromů. Nejčastěji se vyskytuje v osamocených stromech nebo v alejích. Larvy se vyvíjejí více let v trouchnivějících dutinách stromů. Dospělci jsou aktivní od května do září především ve večerních a nočních hodinách. Typická je pro ně vůně staré ošetřené kůže. Jeho ochrana spočívá v omezení odstraňování solitérních, či alejových dutinových stromů.

## Dostupnost
Zahrádkami prochází Máchova cesta E10 značená červenou barvou, která kolem zámeckého parku pokračuje do NPP Peklo. Valdštejnskou alejí vede modře značená trasa vedoucí do Holan. Žlutá turistická trasa dovede turisty ke břehu Novozámeckého rybníka do Karas. V obci se nachází několik autobusových zastávek a vlakové nádraží Zahrádky u České Lípy.

## Galerie

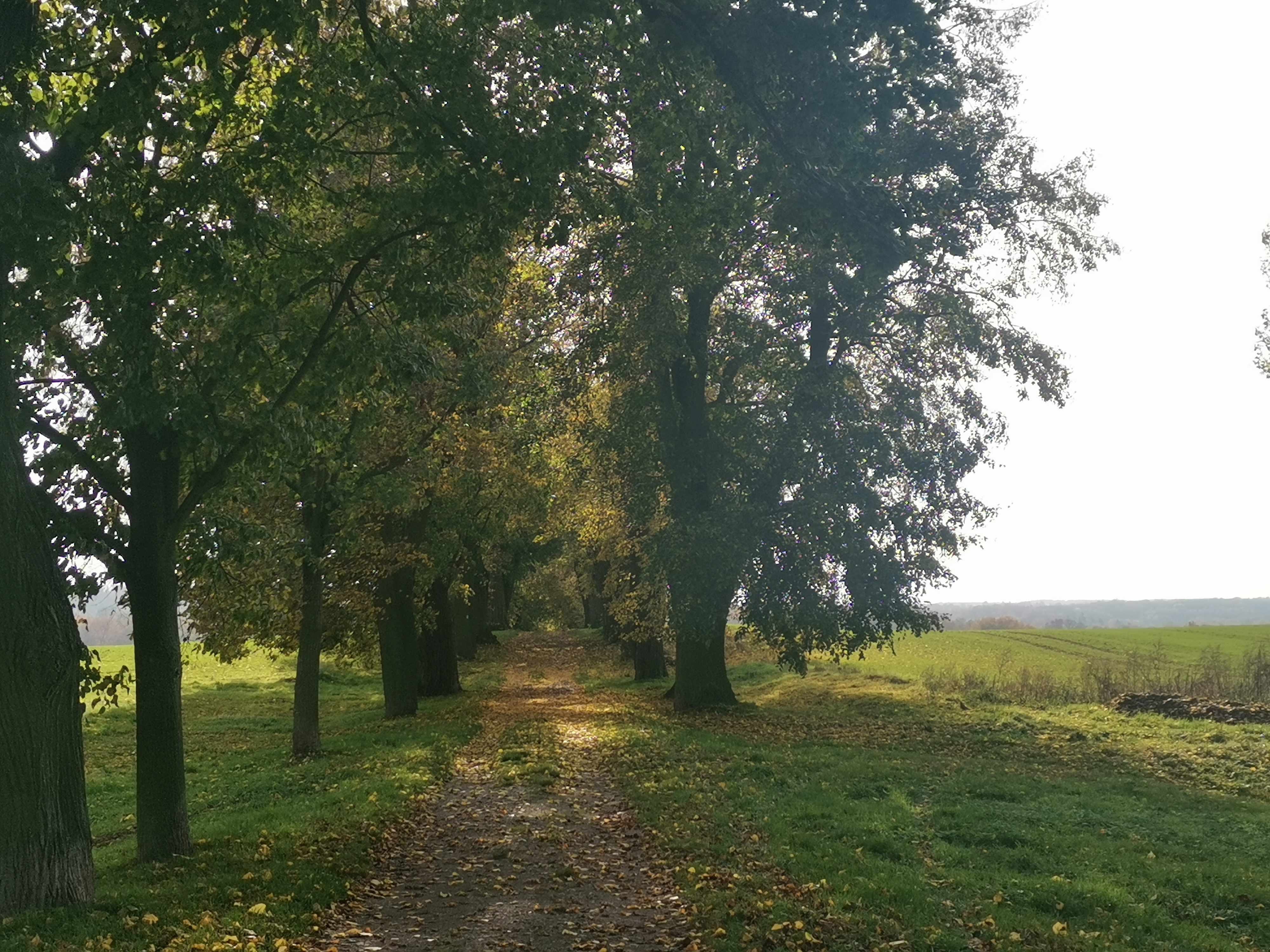
Cesta Valdštejnskou alejí od Zahrádek
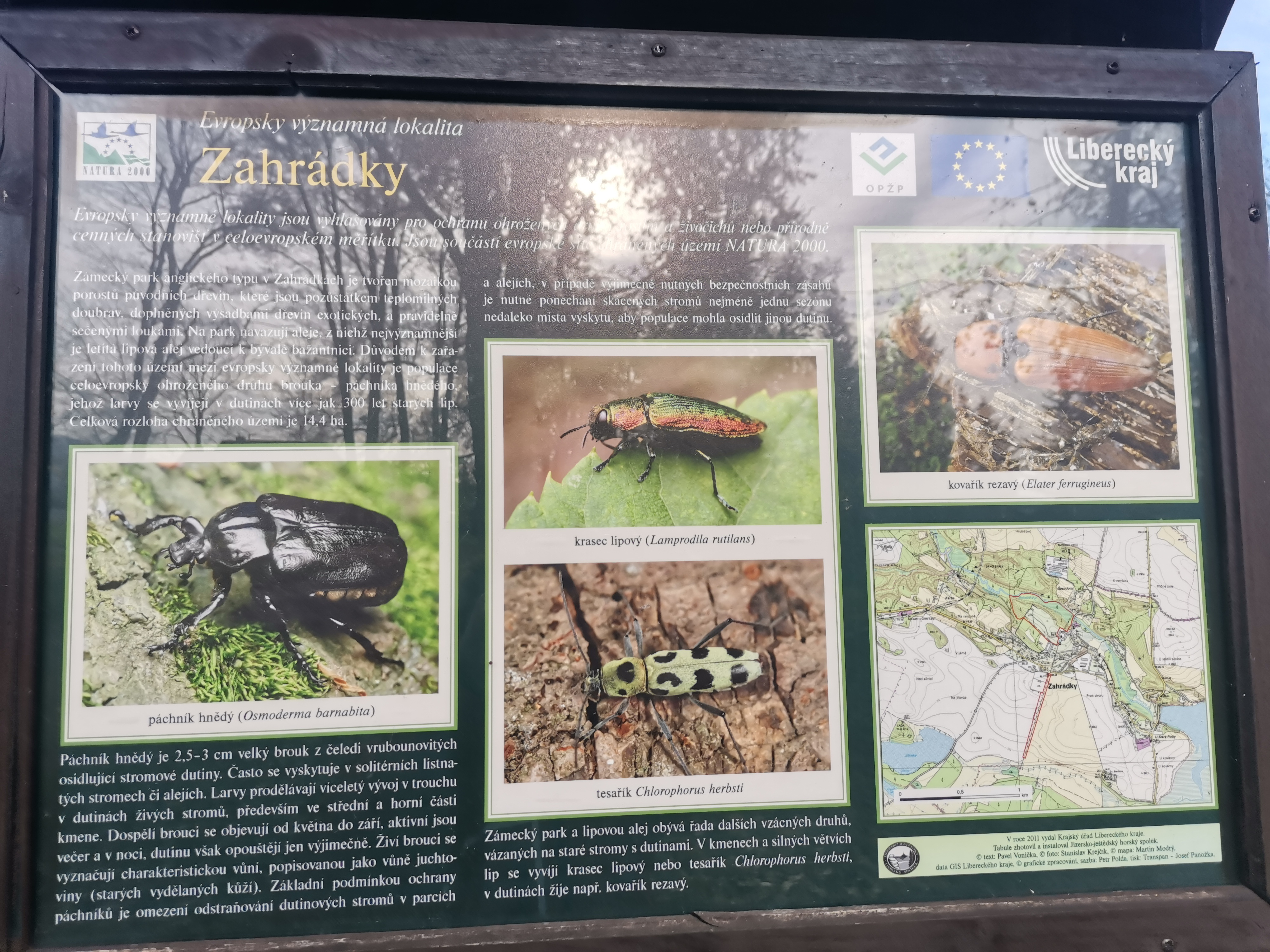
Informační tabule
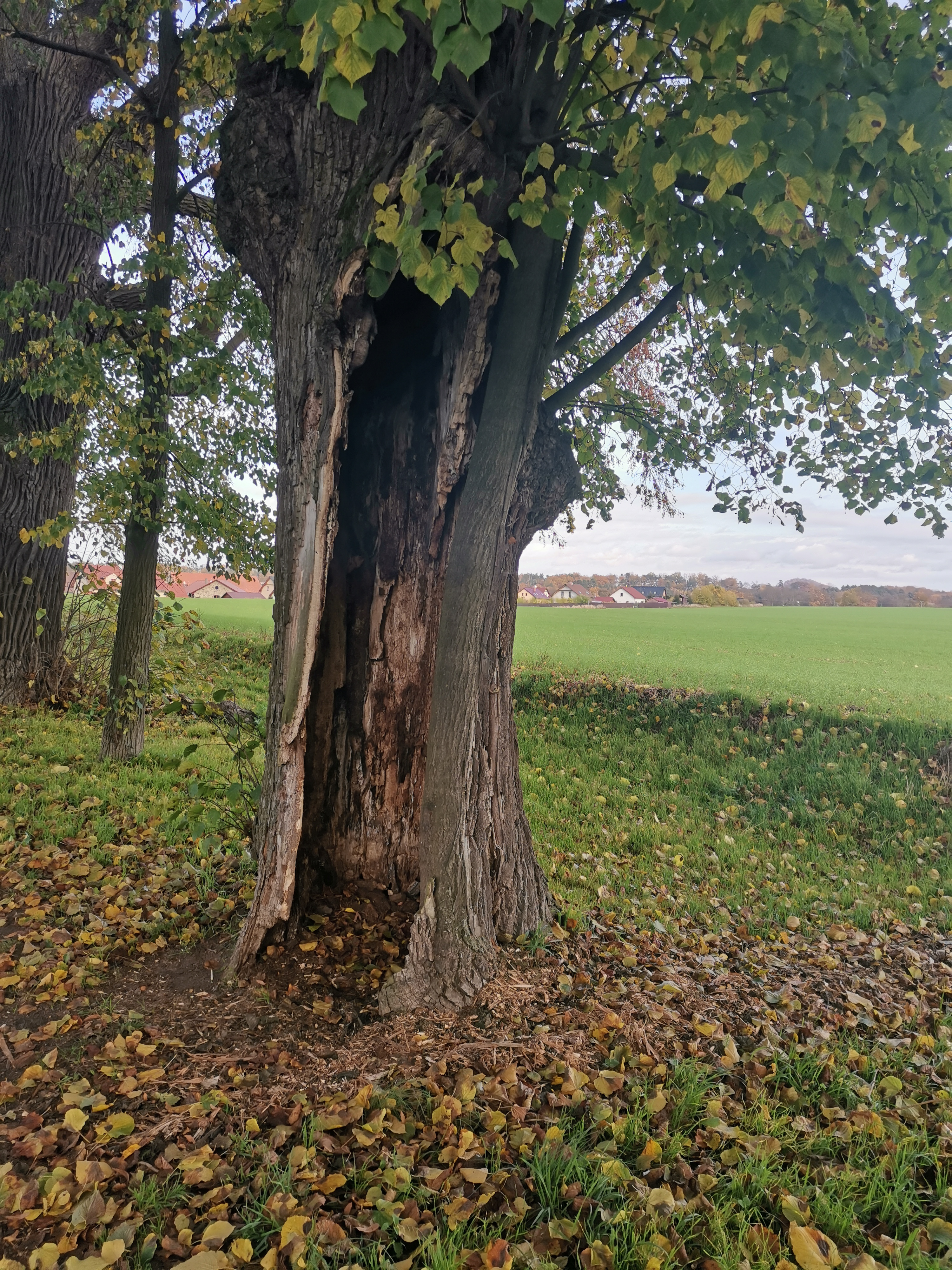
Dutina stromu z Valdštejnské aleje
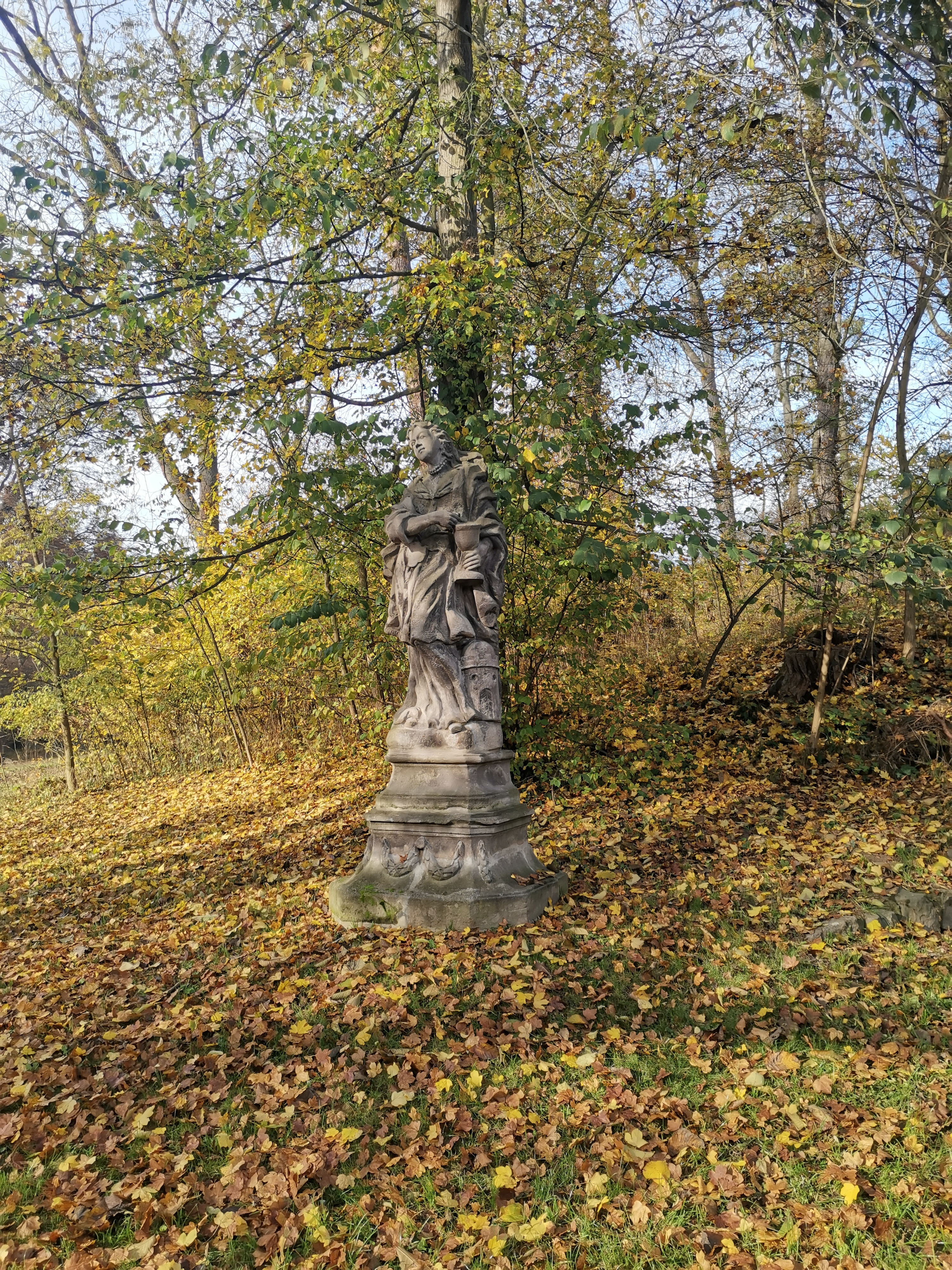
Socha sv. Barbory
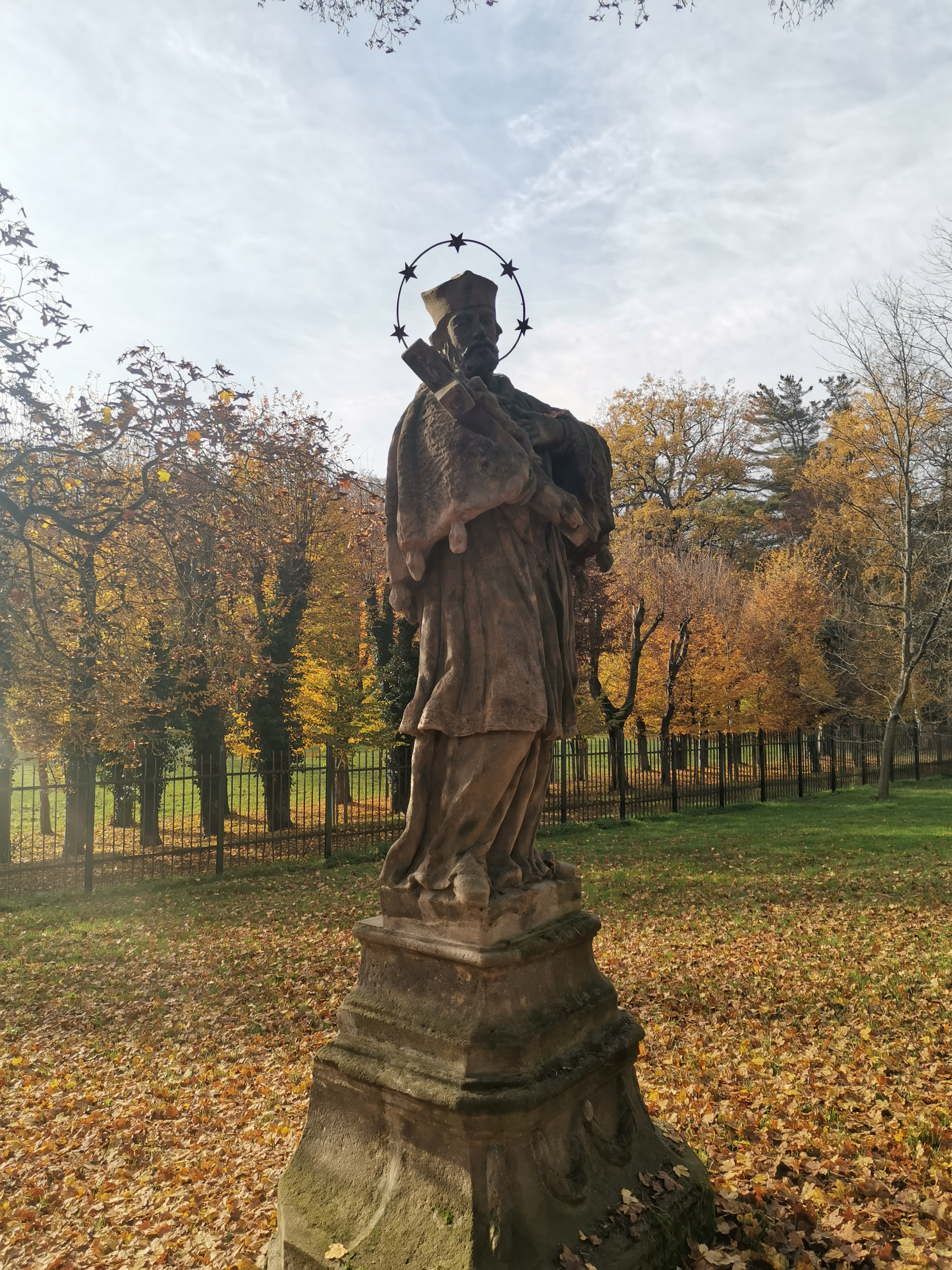
Socha sv. Jana Nepomuckého
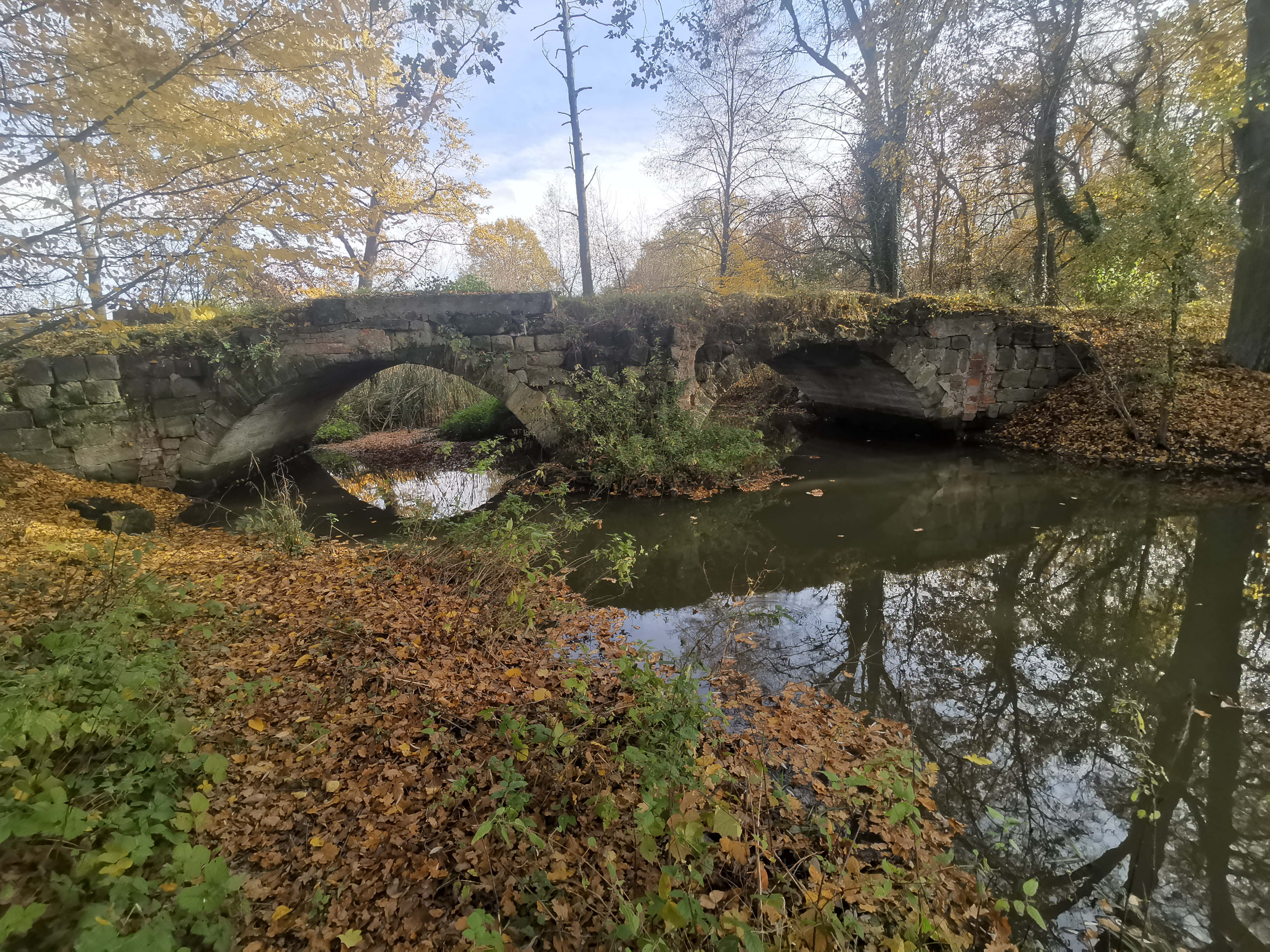
Most přes Bobří potok
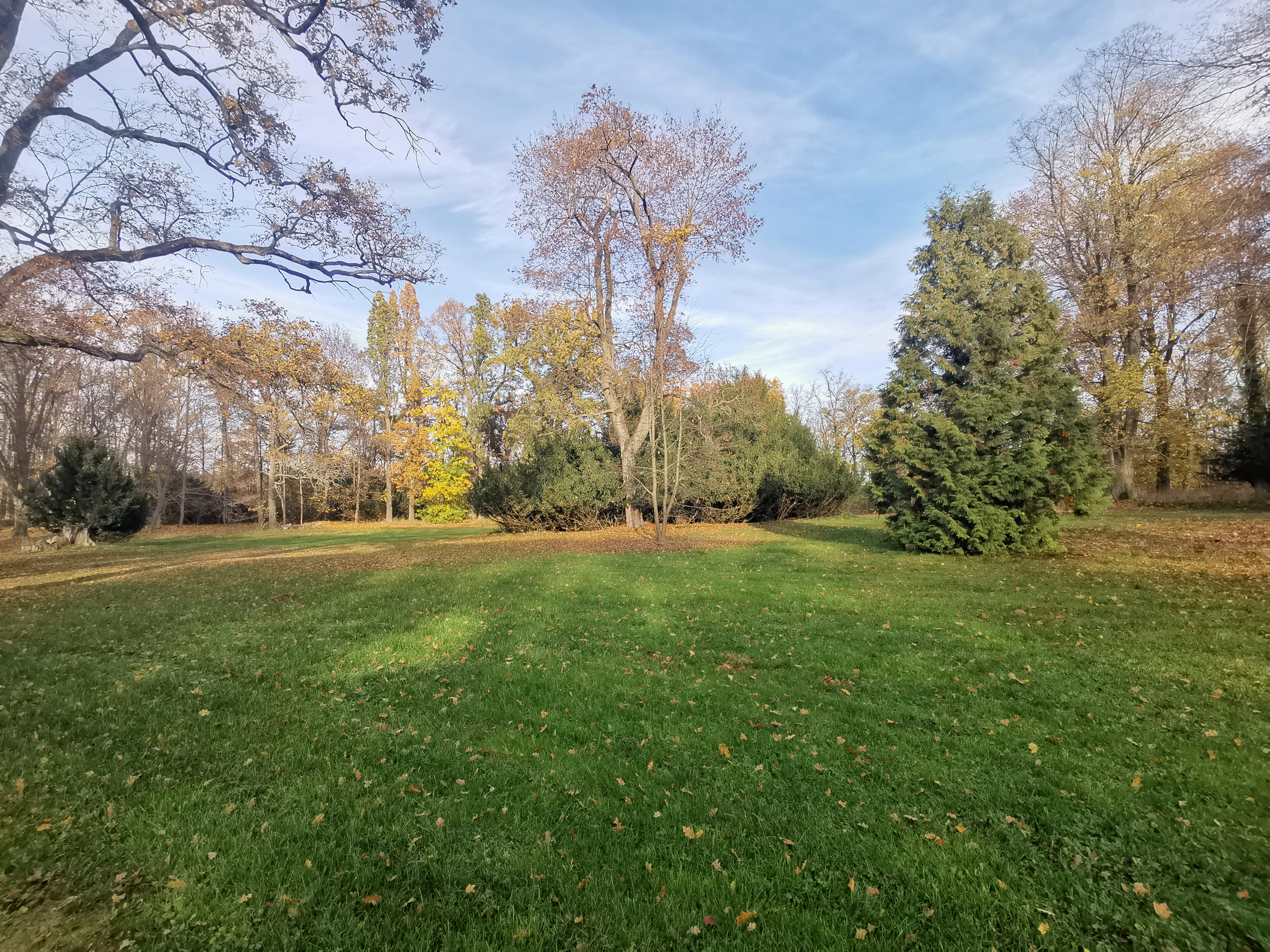
Zámecký park